# Pierre Uri
Pierre Uri est un économiste français, né le 20 novembre 1911 à Paris, où il est décédé le 21 juillet 1992. Normalien à 17 ans et agrégé de philosophie à 21 ans, il se consacre à l'économie, passe de la théorie à la politique économique, de la France à l'Europe et au monde. Il a toute sa vie mené plusieurs activités en parallèle. Il a fait partie du cercle rapproché des collaborateurs de Jean Monnet. Il a joué un rôle déterminant dans la reconstruction de la France et l'édification de l'Europe. Il est le seul Français à avoir travaillé à la fois sur le traité de Paris instituant la Communauté économique du charbon et de l'acier et les traités de Rome.

## Biographie

### Jeunesse et études
Né dans une famille d'agrégés, Pierre Uri fait toutes ses études au lycée Henri-IV. Il est reçu à l'École normale supérieure de la rue d'Ulm à la fin de son année d'hypokhâgne en 1929 et troisième à l'agrégation de philosophie en 1933.Après son service militaire, il part un an aux États-Unis grâce à une bourse pour l'université de Princeton, où il suit surtout des séminaires d'économie.

#### Le professeur de philosophie
A son retour des Etats-Unis, Pierre Uri enseigne la philosophie au lycée de Lyon (1936-1937), Beauvais (1937-1938), Laon (1938-1939) où il succède à Jean-Paul Sartre et Reims (1939-1940). En 1937, il publie son premier livre, consacré à La Réforme de l’Enseignement. Mobilisé dans un bataillon de chasseurs alpins, il participe en 1940 à la bataille de Narvik. Il retrouve ensuite son poste à Reims dont il est privé peu de temps après par les lois raciales de Vichy (décret contre les juifs du 3 octobre 1940).
Il reprend ses études et s'inscrit en doctorat à la faculté de Droit de Paris en 1941 ainsi qu'au CPA (Centre de perfectionnement aux affaires) dont il sort major. C’est là qu’il s’initie aux problèmes de l’impôt qui l’ont passionné toute sa vie. Son mémoire s’intitule : « Vers une définition fiscale du bénéfice ». Franchissant la ligne de démarcation en 1942, Pierre Uri trouve un emploi à Lyon, grâce au CPA, dans l’antenne régionale d’un comité d’organisation où il doit traiter de la question des prix dans le secteur de la brosserie, tabletterie et industries diverses. Il y fait l’expérience de l’économie dirigée et du corporatisme dans la France occupée.

#### L'Isea
En rentrant de la zone sud à la Libération de Paris, il rejoint en septembre 1944 l'Institut de science économique appliquée (Isea) créé par François Perroux, dont il avait suivi les cours pour son diplôme d'économie. Au sein de ce pôle de la « pensée keynésienne », il rencontre des économistes étrangers, notamment John Hicks, Michal Kalecki et Nicolas Kaldor qu’il retrouvera à de nombreuses reprises. A l’Isea, il est l'auteur de l'étude sur la conférence de Bretton Woods et le Fonds monétaire international, de celle sur  Beveridge concernant le plein emploi et la sécurité sociale ainsi que co-auteur du livre sur le revenu national.
Pierre Uri est également conseiller bénévole de la Confédération générale du travail (CGT) encore unifiée, où il dirige le groupe qui conçoit dès 1946 une réforme du système fiscal, jugé injuste, inefficace et compliqué. Il rédige le projet qui comporte quatre propositions essentielles, introduisant des recoupements pour lutter contre la fraude et réduire les inégalités : l’unification de l’impôt sur le revenu ; un impôt annuel sur le capital à un taux modeste complété tous les cinq ans par un impôt sur l’enrichissement ; un impôt sur les successions qui tienne compte de la fortune de l’héritier; et innovation majeure, la création d’une taxe unique sur les affaires assise sur la valeur ajoutée, en d’autres termes la TVA, se substituant aux impôts indirects existants.  

#### Un économiste d'action au Plan
La contribution de Pierre Uri à l'histoire de la France et de l'Europe commence avec son entrée au Plan. Recruté par Jean Monnet en mars 1947, sur la recommandation de l'expert américain Bob Nathan, il devient conseiller économique et financier du Commissariat général au Plan de modernisation et d'équipement. Il rejoint, rue de Martignac, l’équipe dont font notamment partie Étienne Hirsch, Robert Marjolin, Jean Vergeot ainsi que Paul Delouvrier avec qui il partage la tâche de rédiger les déclarations d’investiture des présidents du Conseil. 
Monnet lui demande de réfléchir à la manière dont l’aide Marshall pourrait contribuer au financement du Plan en France et très vite Uri est amené à jouer un rôle décisif car le Plan ne se limite plus aux six secteurs prioritaires de l’économie mais devient le centre de réflexion où sont conçues les grandes orientations de la politique économique. 
Économiste d’action, il apporte aussi au Plan ses compétences techniques, en particulier dans le domaine nouveau de la comptabilité nationale.  Rapporteur de la Commission du Bilan national, il dresse les premiers Comptes de la nation et le premier budget économique de la France, inspirant et rendant possibles les mesures d’arrêt de l’inflation et de redressement de la balance des paiements du Plan de stabilisation de 1948, qui porte le nom du ministre des Finances René Mayer. Pierre Uri ne cessera de souligner les mérites de cette stabilisation réussie : la hausse des prix est ramenée de 45% à 2% en dix-huit mois et la production augmente en termes réels de 8% comme les salaires.
En 1949, il est membre du premier comité d’experts des Nations unies sur le plein emploi avec notamment John Maurice Clark et Nicholas Kaldor et co-auteur du rapport sur les moyens de lutter contre le chômage. En 1951, avec Hirsch, il remplace souvent Monnet au comité des sages de l’Otan, qui prépare la conférence de Lisbonne pour réorganiser l’alliance.

#### Un fondateur de l'Europe
Au Plan, Uri participe aux premières tentatives de rapprochement au niveau européen, d’abord entre la France et la Grande-Bretagne (entretiens Monnet-Plowden de 1949). Il n’est pas présent à Houjarray le dimanche 16 avril 1950 lorsque Monnet, Hirsch et le juriste Paul Reuter ébauchent la première version du texte qui deviendra la déclaration Schuman mais dès le lendemain matin, Jean Monnet l’appelle dans son bureau, comme il le raconte dans ses Mémoires : « J’étais décidé à l’embarquer, mais lui tout seul, dans notre projet initial. Son imagination, la fermeté de son style nous seraient précieuses. »Associé dès le début au Plan Schuman, Pierre Uri prend une large part dans la rédaction de la déclaration du 9 mai 1950 et dans la négociation du traité de Paris, signé le 18 avril 1951, instituant la Communauté européenne du charbon et de l’acier. Devant l’hostilité de ses services, Schuman va laisser à Monnet et à ses collaborateurs le soin de mener les négociations sur la base d’un document de travail comprenant 40 articles, écrits sous la forme d’un projet de traité par Hirsch et Uri.  
Pierre Uri va aussi rédiger la Convention relative aux dispositions transitoires, qui innove dans le domaine social avec la création d’un fonds de réadaptation pour les travailleurs et autorise les entreprises à avoir recours pendant cinq ans à des mesures de sauvegarde – maintien des droits de douane et mécanisme de péréquation. 
Pierre Uri participe dès le début à l’aventure de la Haute Autorité de la Ceca, présidée de 1952 à 1955 par Jean Monnet.  Arrivé avec lui à Luxembourg le 10 août 1952, il est directeur de la division de l'Économie générale dont les compétences sont très étendues. Il préside le comité de démarrage qui présente les actions à mener dans les huit mois suivants, il rédige la note sur l’organisation de la Haute Autorité en divisions et en services tout en réaffirmant le caractère supranational des fonctionnaires européens. Il conçoit et négocie toutes les mesures pour l’ouverture du marché commun du charbon et de l’acier ainsi que l’assiette du prélèvement charbon-acier, le premier impôt européen. Il négocie aussi l’accord d’association avec la Grande-Bretagne et préside le Comité mixte Haute Autorité-Conseil des ministres dont le travail a préparé le traité de Rome et s’est poursuivi dans un rapport sur la politique des transports puis sur celle de l’énergie. 
Après l’échec de la Communauté européenne de défense en 1954, Jean Monnet a annoncé son retrait de la Haute Autorité : il songe à de nouvelles intégrations sectorielles et n’est pas convaincu au départ de l’intérêt d’un Marché commun généralisé. Il lui préfère nettement Euratom. C’est alors qu’Uri joue un rôle fondamental dans la relance européenne, un peu à rebours des idées de son maître, en parvenant à le convaincre de lier les sorts de l’Euratom et du Marché commun.
La résolution finale de la Conférence de Messine (1er-3 juin 1955) reprend une grande partie de son projet de déclaration. C’est à cette réunion que les ministres des affaires étrangères nomment René Mayer à la tête de la Haute Autorité pour succéder à Monnet et confient à Paul-Henri Spaak la présidence du comité chargé de coordonner les travaux en vue de l’élaboration des traités de l’Euratom et du Marché commun. 
Dans la foulée de Messine, à la demande de René Mayer, Uri rédige un Memorandum sur l’intégration économique générale (16 juillet 1955), appelé aussi document 65, qui tire les leçons de la Ceca pour un Marché commun général. Ce texte-clé est remis à Spaak, qui se voit confier la réalisation d’un rapport pour sortir de la situation de blocage des négociations intergouvernementales. Pierre Uri, que Spaak a nommé sur la suggestion de Monnet rapporteur général de son comité, lui propose une nouvelle approche : écrire un document de travail offrant une solution unique sur chaque question en suspens - onze au total. Pour transformer le tout en un rapport d’ensemble qui est passé à la postérité sous le nom de rapport Spaak, il s’installe au Grand Hôtel de Saint-Jean-Cap-Ferrat avec trois hauts fonctionnaires qu’il a choisis de s’adjoindre : l’Allemand von der Groeben, le Belge Hupperts et l’Italien Guazzugli. Il dicte ses textes en français, il les discute en allemand avec von der Groeben qui les traduit ensuite en allemand avec l’aide d’une interprète. Le tout est bouclé en douze jours.
Présenté par Spaak le 21 avril 1956, ce rapport qui préconise la réalisation d’un Marché commun général, est adopté à la conférence de Venise (29-30 mai 1956) comme base de la négociation : il va influencer de façon déterminante les négociations à Six, qui sont menées uniquement par les chefs de délégation des États membres, réunis au château de Val Duchesse, près de Bruxelles. Comme une fois de plus les discussions s’enlisent, Pierre Uri est nommé par Spaak comme son représentant personnel dans la réunion des chefs de délégation, pouvant participer « en toute indépendance avec le droit à la parole ».Excellent négociateur, il sait rapprocher les points de vue, trouver des solutions techniques simples à des problèmes compliqués, et il rédige souvent les articles les plus difficiles des traités de Rome  qui seront signés le 25 mars 1957. A titre d’exemple, il détermine les modalités du tarif extérieur commun, il applique sa formule « les droits de douane, on les abaisse, les contingents, on les élargit ». Il conçoit les procédures de décision au Conseil avec une majorité qualifiée différente selon que la proposition émane de la Commission ou du Conseil. C’est lui aussi qui propose que l’Assemblée parlementaire de la Ceca soit commune aux trois Communautés, c’est-à-dire la Ceca, la CEE et Euratom. 
A sa direction de l’Économie générale à Luxembourg, Pierre Uri joint en 1958-1959 les fonctions de conseiller économique du Marché commun. Après l’entrée en vigueur des traités de Rome, il accompagne la mise en œuvre de la CEE. Il préside en particulier le comité chargé d’établir le rapport prévu par le traité sur la situation des pays de la Communauté avant l’ouverture du Marché commun. Il rédige également le premier rapport sur une politique coordonnée de la politique énergétique. 
Après le rôle décisif qu’il a joué dans la construction européenne, faute d’avoir été nommé au niveau politique de la Commission, Pierre Uri démissionne de la Ceca en 1959. 
Avant de quitter la Haute Autorité, il est aussi auditionné à deux reprises par le Comité Rueff à qui il donne des idées sur cinq sujets majeurs : le crédit, le budget, l’impôt, le salaire et le franc lourd, regrettant que la nouvelle parité choisie ne soit pas celle du franc suisse.

#### Les servitudes de la dispersion
L’année 1959 marque une césure dans la carrière de Pierre Uri. Il devient directeur pour l'Europe puis conseiller de la banque américaine Lehman Brothers (1959-1961), une expérience qu’il juge intéressante pour appréhender de l’intérieur le fonctionnement des entreprises et des marchés, mais de courte durée car il reconnaît : « Je suis fait davantage pour les affaires publiques. »  
Il mène ensuite de front de multiples activités qu'il résume dans son ouvrage Fragments de politique économique par la formule « Les servitudes de la dispersion » qu'il oppose aux  « Libertés de la fonction publique » du haut fonctionnaire qu’il a été. 
De 1962 à 1977, il est conseiller aux études de l'Institut Atlantique et prend en charge le sujet qui s’impose au départ, celui de donner un contenu concret au « Partnership » entre l’Europe et l’Amérique dont John Kennedy avait lancé l’idée et qui s’incarnera en un livre Dialogue des Continents. En parallèle, il garde toute sa liberté pour être en même temps expert international, écrivain, éditorialiste, conférencier, professeur, membre du Conseil économique et social. Il va continuer à jouer un rôle dans les affaires européennes et contribuer à de nombreux programmes pour une gauche de gouvernement en France. Il conçoit aussi plusieurs projets de réforme fiscale pour la France et l’Europe.

##### L'expert
Comme expert international, Pierre Uri est souvent consulté pour exporter en quelque sorte son expérience du Marché commun à d’autres ensembles régionaux. Il a fait des missions dans tous les continents, en Europe comme en Amérique latine ou en Asie, pour la Commission européenne comme pour les Nations unies ou l’OECD. 
Bien que n’ayant plus de responsabilités dans les Communautés, la Commission lui confie la présidence du groupe de travail (1962) qui devait établir des prévisions à long terme pour la CEE de 1960 à 1970 puis un autre sur la capacité concurrentielle de la Communauté (publié en 1971). Dès 1957, avec Robert Triffin, il avait élaboré pour le Comité d’action pour les États-Unis d’Europe, créé par Jean Monnet en 1955, le projet d’un fonds de réserve européen - un premier pas vers une monnaie commune.
Après avoir travaillé à la demande des Nations unies sur un projet de marché commun latino-américain (1957), il fait un rapport sur les projets d’une union de paiements pour l‘Amérique latine (1962-1963), un continent dont il est devenu un spécialiste reconnu. Pour les Nations unies, en 1970, c’est aussi avec Robert Triffin qu’il dirige une mission sur la coopération commerciale et monétaire en Asie avant de présider un comité sur l’incidence des entreprises multinationales sur le développement et les relations commerciales (1973-1974).
Pierre Uri a renoué avec l’enseignement : il est professeur associé à l'université Paris-Dauphine (1969-1976) comme il l’a été à l'École nationale d'administration (1948-1951) pendant qu'il était au Plan. Il exerce une mandature au Conseil économique et social (1974-1979), où il a fait un rapport très novateur et fort remarqué en 1975 sur une imposition généralisée des plus-values. Il est présent dans des associations comme le Mouvement européen ou la Ligue européenne de coopération économique.

##### Le militant socialiste
Dans les coulisses de la politique nationale, Pierre Uri a été très actif dans les débats qui ont animé la gauche dès les années 1960. Aux côtés d’Hirsch et de Georges Vedel entre autres, il joue un rôle important au comité directeur du Club Jean-Moulin et il plaide pour son intégration dans la Fédération de la gauche démocrate et socialiste. Après les évènements de 1968, il écrira en grande partie son best-seller sous le titre Que faire de la révolution de Mai ? 
Il entre au contre-gouvernement (1966-1967) présidé par François Mitterrand, il prend une part décisive dans la préparation du programme et la rédaction du manifeste de la FGDS, et publie dans la foulée un recueil d’articles qui s’appelle Pour Gouverner (1967). Il organise à son domicile les deux diners de l’Alma (1962 et 1972) pour favoriser un rapprochement entre les socialistes et les centristes.  En 1967, la veille du jour limite pour le dépôt des candidatures, Guy  Mollet, le chef des socialistes, lui propose la 1ère circonscription de l'Aisne, où il est battu au 1er tour avec 14% des voix.  
Ce n’est qu’en 1974, après les Assises du socialisme, que Pierre Uri adhère au Parti socialiste. Il fait partie du collectif qui prépare les programmes pour les législatives de 1978 puis la présidentielle de 1981. Fidèle à ses convictions que le système fiscal français entretient les inégalités sociales, il élabore avec le groupe Fiscalité une réforme fiscale d’ensemble qui concilie l’efficacité et l’équité et qui a beaucoup de traits communs avec le programme qu’il a fait avec la CGT en 1946 ; il rédige le texte qui sera repris sous une forme très résumée dans le Projet socialiste et qu’il publie dans son intégralité dans Changer l’impôt (pour changer la France). A l’approche de l’élection présidentielle de 1981, il envoie à François Mitterrand une note très complète, qui a pour titre : Une politique économique pour les deux premières années(publiée dans Fragments de politique économique) proposant des solutions pour retrouver la croissance, arrêter l’inflation sans provoquer le chômage – à l’image de la stabilisation réussie de 1948 – tout en préparant une autre société.
Pierre Uri ne fait pas partie du gouvernement de Pierre Mauroy, sa réforme fiscale n’est pas appliquée, pas plus que ses préconisations de politique économique pour éviter le tournant de la rigueur. Il continue cependant à militer dans la section des écrivains et à participer aux travaux de la commission économique du parti pour laquelle il écrira des notes sur les sujets les plus variés et proposera notamment une politique de rechange. Il est membre de la commission Dautresme pour la protection et le développement de l'épargne (1981) puis siège au conseil d'administration de la Compagnie financière de Paribas nationalisée (1982- 1986), sous la présidence de Jean-Yves Haberer. En 1983, Michel Rocard, plutôt que de le faire entrer dans une commission du IXe Plan, lui demande un rapport indépendant publié sous le titre Réduire les inégalités à la Documentation française.
A partir de 1985, Pierre Uri enchaîne de nombreux témoignages sur Jean Monnet, la période du Plan et de la construction européenne, sur son rôle et sa propre contribution. Il traite de ces sujets aussi bien avec François Duchêne (1986-1988), journaliste et ancien collaborateur de Monnet, que dans le séminaire du professeur Richard Griffiths (1989) à l’Institut universitaire de Florence. Fin 1989-début 1990, pour les archives orales du Comité d’histoire économique et financière de la France, il accorde plus de vingt heures d’entretiens à Anne Rasmussen qui seront retranscrits à l’occasion du colloque qui lui est consacré à l’initiative du Groupe d’études géopolitiques à l’École normale supérieure le 20 novembre 2021.
En 1989, Pierre Uri publie Fragments de politique économique, un recueil d’Inédits qui couvre une cinquantaine d’années puis en 1991 ses mémoires Penser pour l’action. Un fondateur de l’Europe où il fait référence au mot de Paul Valéry « avec l’histoire, c’est l’avenir du passé qui est sans cesse remis en jeu. »

## Les contributions de l'expert
Théoricien et homme d'action, soucieux d'égalité et de justice, Pierre Uri est l'auteur de nombreux rapports et d’une quinzaine de livres économiques et politiques, avec pour préoccupations majeures : l’enseignement, la fiscalité, l’Europe et le Tiers monde. Il a contribué à plusieurs encyclopédies et à de multiples livres collectifs.
Au cours de son existence, il a fait des centaines de conférences aussi bien en français qu’en anglais. Il a aussi écrit plus d'un millier d'articles qui sont parus dans plus d'une soixantaine de publications - des quotidiens, des hebdomadaires et des revues - et dans plus de douze pays. Dans les années 1950, ses tribunes de prédilection ont été Les Temps modernes et Réalités. A partir de 1960, c'est Le Monde dans lequel il aura publié plus de cinq cents articles ; il a été un temps éditorialiste à L'Express ; il a eu aussi deux colonnes consacrées aux problèmes européens, l’une internationale qui paraissait en même temps dans Le Monde, The Times, La Stampa et Le Soir de Bruxelles, l’autre pour les journaux de province (Sud-Ouest, Midi Libre, Le Provençal, Le Progrès, l’Est Républicain, Paris-Normandie, La Nouvelle République du Centre). 
Sous la présidence d’Étienne Hirsch, Pierre Uri a été vice-président de l’association des Amis de Jean Monnet. Il a largement contribué au rayonnement de l’association auprès des personnalités européenne et à la décision du Conseil européen de proclamer 1988 l’Année européenne Jean Monnet. Et c’est lui qui a rédigé le texte de la plaque destinée à évoquer la mémoire de Jean Monnet au Panthéon. 
Pour Pierre Uri, « L’Europe, c’est le seul dessein qui soit à la mesure de notre monde et de notre temps ». Son rôle dans la construction de l’Europe lui a valu de se voir décerner en mars 1981 le prestigieux prix Robert Schuman.   
Décorations : Croix de Guerre 1939-1945,  Commandeur de la Légion d’Honneur, Grand-Croix de l’Ordre national du Mérite, Commandeur de l’Ordre de Léopold 1er de Belgique, Prix Robert Schuman.

## Publications de Pierre Uri

### Ouvrages de l'auteur
- La réforme de l'Enseignement, Rieder, 1937
- La crise de la zone de libre échange, écrit sous le pseudonyme d'Europeus, Plon, 1959
- Dialogue des continents. Un programme économique, Plon, 1963
- Une politique monétaire pour l'Amérique latine, avec la collaboration de Nicholas Kaldor, Richard Ruggles, Robert Triffin, Plon, 1965
- Pour gouverner, Paris, Robert Laffront, 1967
- La Grande-Bretagne rejoint l'Europe. Du Commonwealth au Marché commun, avec la collaboration de Dennis Austin, Nora Beloff, H.D. Black, Mickael, Kidron et alii, Plon, 1967
- Un avenir pour l'Europe agricole, Institut Atlantique, 1971
- Plan quinquennal pour une révolution, entretien avec Gilles Anouil, Fayard, 1973
- L'Europe se gaspille. Remise en question des données, des idées, des politiques, Hachette Littérature, 1973
- Développement sans dépendance, Calman-Lévy, 1974
- Aider le Tiers monde à se nourrir lui-même, Paris, Économica, 1981, 191 p.  (ISBN 2-7178-0399-8)
- Changer l'impôt (pour changer la France), Ramsay, 1981
- Préparation du IXè Plan : Réduire les inégalités, La Documentation française, 1983
- Fragments de politique économique. Les libertés de la fonction publique. Les servitudes de la dispersion, Presses universitaires de Grenoble, 1989
- Penser pour l'action. Un fondateur de l'Europe, Paris, Éditions Odile Jacob, 1991, 318 p. (ISBN 2-7381-0121-6, présentation en ligne)
- Pierre Uri, Le parcours d’un fondateur de l’Europe, sous la direction d'Alessandro Giacone, Paris, IGPDE-CHEFF, 2023
- Entretiens de Pierre Uri avec Anne Rasmussen, transcription par Antoine Chatard et Noëlle Uri, Paris, IGPDE-CHEFF, 2023,https://www.economie.gouv.fr/igpde-editions-publications/pierre-uri-le-parcours-dun-fondateur-de-leurope
- Bibliographie de la BNF : https://data.bnf.fr/fr/documents-by-rdt/11927356/te/page1

### Direction d'ouvrages collectifs
- Le revenu national, coauteur avec François Perroux et Jean Marczewski, Presses universitaires de France, 1945
- Trade and Investment Polices for the 70', Institut Atlantique, Praeger aux États-Unis, 1971
- Israël and the Common Market, Weidenfeld & Nicolson, 1971
- Economic Policy for the European Community-The Way forward, coauteur avec Sir Alec Cairncross, Herbert Giersch, Alexandre Lamfalussy, Giuseppe Petrilli, Macmillan, traduit en France sous le titre Stratégie pour l’Europe, Presses universitaires de France, 1974.
- North-South Developing a New Relationship, Institut Atlantique, 1976

### Principaux rapports
- « Perspectives de ressources et de besoins de l'économie française au cours du 1er semestre 1948 », rapporteur de la commission du Bilan national, 1947
- « Deuxième rapport de la commission du Bilan national », rapporteur de la commission du Bilan national, 1948
- « Rapport de la délégation française sur le traité instituant la Communauté européenne du charbon et de l'acier (Plan Schuman)», auteur de la deuxième partie, « Les dispositions économiques et sociales »,1951
- « Rapport du comité intergouvernemental créé par la conférence de Messine (rapport Spaak)», rapporteur, 1956
- « La situation économique dans les pays de la Communauté », président du groupe institué par la Commission de la CEE et auteur de l'introduction et du rapport de synthèse, 1958
- « Rapport sur les perspectives de développement économique dans la CEE de 1960 à 1970 », président du groupe constitué par la Commission de la CEE et auteur de l'introduction, 1962
- « Proposals for regional Trade and monetary Cooperation », chef conjointement avec Robert Triffin d'une mission pour la Commission économique des Nations unies pour l'Asie et l'Extrême-Orient, 1970
- « La capacité concurrentielle de la Communauté européenne », président et rapporteur du groupe de travail institué par la Commission de la CEE, 1971
- « L'imposition généralisée des plus-values », rapporteur du Conseil économique et social, 1975